# 1959 في كوبا

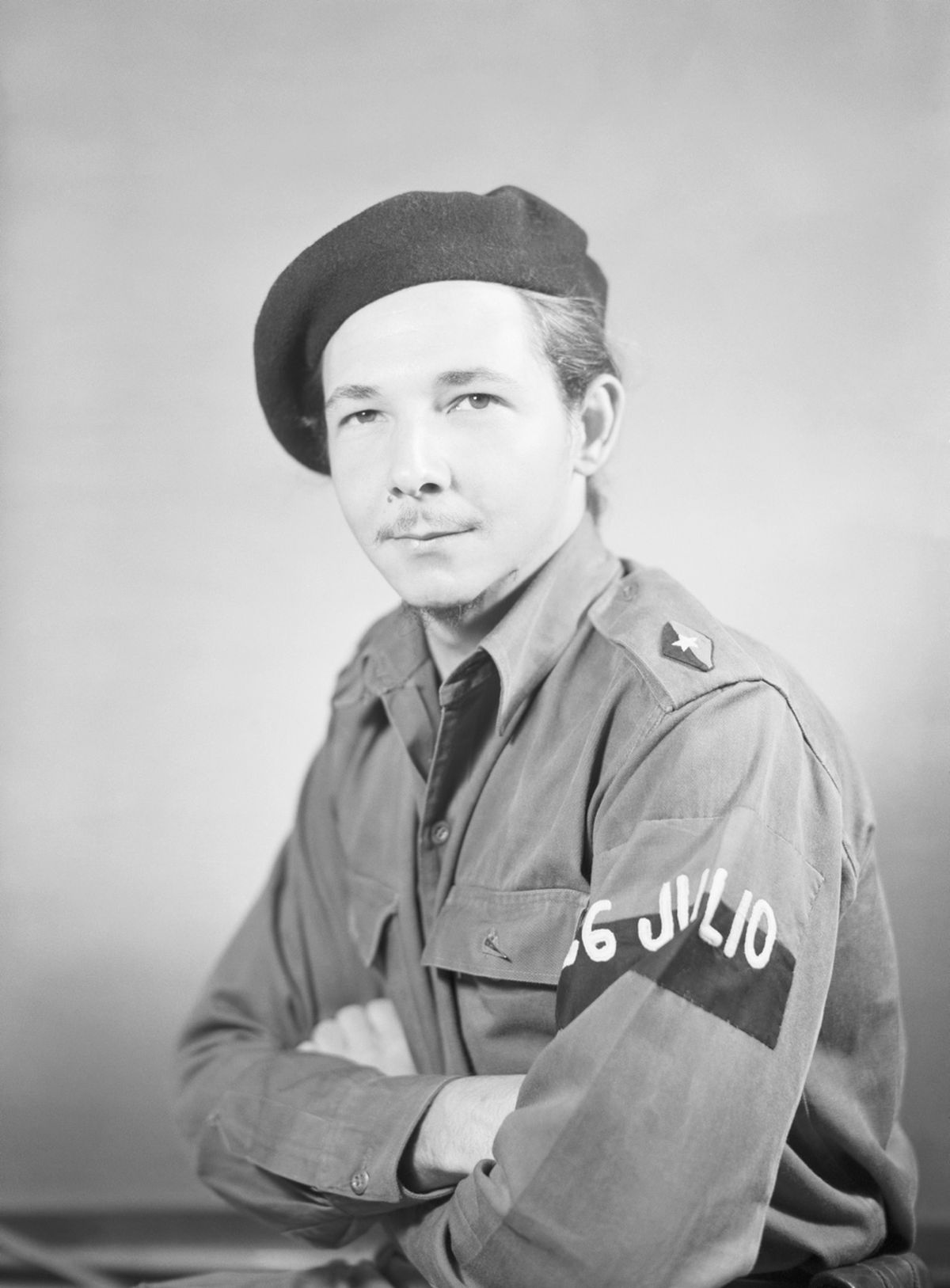
1959 في كوبا

فيما يلي قوائم الأحداث التي وقعت خلال عام 1959 في كوبا.

## سياسة

### تعيين في المنصب
- 16 فبراير – فيدل كاسترو رئيس وزراء كوبا [الإنجليزية]‏.
- 18 يوليو – أوزفالدو دورتيكوس تورادو رئيس كوبا.

### انتهاء فترة المنصب
- 1 يناير – فولغينسيو باتيستا رئيس كوبا.

## مواليد

### أغسطس
- 14 أغسطس – إلسا مورانو

## وفيات

### سبتمبر
- 10 سبتمبر – رامون فونست (مواليد 1883) مسايف كوبي.

### أكتوبر
- 28 أكتوبر – كاميلو سيينفيغوس (مواليد 1932)